# Municipio de Franklin (condado de Jackson, Kansas)
El municipio de Franklin (en inglés: Franklin Township) es un municipio ubicado en el condado de Jackson en el estado estadounidense de Kansas. En el año 2010 tenía una población de 1022 habitantes y una densidad poblacional de 11,85 personas por km².

## Geografía
El municipio de Franklin se encuentra ubicado en las coordenadas 39°25′30″N 95°43′50″O / 39.42500, -95.73056. Según la Oficina del Censo de los Estados Unidos, el municipio tiene una superficie total de 86.21 km², de la cual 84,05 km² corresponden a tierra firme y (2,51 %) 2,16 km² es agua.

## Demografía
Según el censo de 2010, había 1022 personas residiendo en el municipio de Franklin. La densidad de población era de 11,85 hab./km². De los 1022 habitantes, el municipio de Franklin estaba compuesto por el 95,5 % blancos, el 0,2 % eran afroamericanos, el 1,86 % eran amerindios, el 0,68 % eran asiáticos y el 1,76 % eran de una mezcla de razas. Del total de la población el 1,17 % eran hispanos o latinos de cualquier raza.